# Мобильный браузер

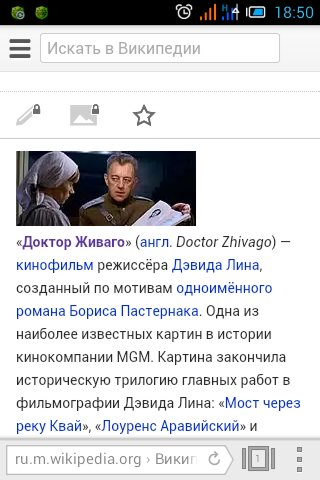
Мобильный Яндекс.Браузер

Не путать с технологией Small-Screen Rendering.
Мобильный браузер (mobile browser, также microbrowser или minibrowser) — веб-браузер, предназначенный для использования на мобильных устройствах таких как мобильный телефон или КПК. Мобильные браузеры оптимизированы так, чтобы показывать страницу наиболее эффективно для маленьких экранов портативных устройств.
Мобильный браузер должен занимать мало памяти и быть рассчитанным на невысокую скорость Интернета у мобильного устройства.
Обычно это браузеры с сильно урезанной функциональностью, но с 2006 некоторые из них могут использовать такие технологии, как CSS 2.1, JavaScript и Ajax.
Большинство мобильных браузеров использует движок WebKit. Разработчики Mozilla Corporation обещали в ближайшее время выпустить версию движка Gecko и браузера Mozilla Firefox оптимизированную для мобильных устройств.

## Браузеры по умолчанию
- Windows Mobile и Windows CE: Internet Explorer Mobile (проприетарный)
- Nokia: Nokia Series 40 Browser (проприетарный) и OVI Browser (на базе WebKit)
- Apple iPod Touch и iPhone: Safari (проприетарный, на базе WebKit)

## Устанавливаемые браузеры
- на базе Gecko:
  - Firefox, Minimo, Skyfire
- для телефонов с поддержкой JavaME:
  - Teashark, UC Browser, Bolt Browser
- на базе Presto:
  - Opera Mobile (для смартфонов и КПК)
  - Opera Mini (для телефонов с поддержкой JavaME)
- на базе Хромиум:
  - Яндекс.Браузер
  - Vivaldi